# غولستان إرم
غولستان إرم (بالفارسية: گلستان أرم، ومعناه بالعربية: روضة إرم) هو كتاب مخطوط باللغة الفارسية يعود تاريخه إلى القرن التاسع عشر ويروي تاريخ شيروان وداغستان ودربند منذ العصور القديمة حتى معاهدة غولستان المبرمة بين الإمبراطورية الروسية وإيران القاجارية عام 1813. والتي بموجب هزيمة الإيرانيين، ستضم روسيا كل أقاليم جبال القوقاز وسواحل عديدة من بحيرة قزوين، والتي كان معظمها مسلمين، وقد ألفه عباس جول باكيخانوف [الإنجليزية] في عام 1841، وهو عالم موسوعي من الترك التتار في القرن التاسع عشر خدم تحت حكم الإمبراطورية الروسية. ويُعد الكتاب أحد أهم مصادر التاريخ الإسلامي في القوقاز يشير اسم الكتاب إلى حديقة إرم المذكورة في القرآن وقرية غولستان، حيث أُبرمَت المعاهدة.
طبق عباس جول باكيخانوف [الإنجليزية] الأساليب التي تعلمها من نيكولاي كارامزين وغيره من المؤرخين الأوروبيين المعاصرين على التاريخ الفارسي والعربي عند كتابة الكتاب. ومع ذلك، كان موقفه أكثر ابتكارًا وتحليلًا. لقد غيّر هذه الأساليب من خلال معرفته بالأنواع الفارسية والتقاليد التاريخية الإسلامية، واستكملها بالمعايير والأساليب والأمثال الأوروبية. يتميز دمج عباس جول باكيخانوف [الإنجليزية] للشعر والتاريخ بعدد من العناصر الفريدة، بما في ذلك استخدامه للمناظر الطبيعية الجبلية لإلهام الرهبة. هنا، يتوسع باكيخانوف في نوع المعاجز العربية والفارسية.
يعتمد الكتاب بشكل كبير على مصادر التاريخ الفارسي الرئيس لشرح بدايات التاريخ البشري، وأبرزها تاريخ الأنبياء والملوك للطبري (توفي عام 923)، وتاريخ المقتطف [الإنجليزية] وتاريخ الظفر والنصر [الإنجليزية] لحمد الله المستوفي (توفي بعد 1339/40)، وكتاب روضة الصفا في سيرة الأنبياء والملوك والخلفاء لمير خواند (توفي عام 1498)، بالإضافة إلى نسخة مختصرة بعنوان خلاصة الأخبار لخواندامير (توفي عام 1535/6).
نُشرت نسخة روسية من العمل عام 1984 على يد المؤرخ الأذربيجاني ضياء بونيادوف، والتي وصفها بأنها "غير مكتملة ومعيبة". وقد أُزيلَت حوالي 20 صفحة، تركز الفصول 63 و64 و65 و66 منها في الغالب على أرمينيا والأرمن، ولا تذكر كثيرًا الشعوب المسلمة، على الرغم من أن تركيز الكتاب الأساسي هو الشعوب المسلمة في المنطقة.